# Execution Dock
L'Execution Dock era un luogo costruito sulle sponde del Tamigi nel litorale del borgo londinese di Wapping, il quale fu utilizzato per oltre 400 anni per giustiziare pirati, contrabbandieri e ammutinati che furono condannati a morte dall'Ammiragliato inglese. La struttura consisteva in un'impalcatura per l'impiccagione. Le ultime esecuzioni al "Dock" sul Tamigi furono eseguite il 16 dicembre 1830.

## Storia
La giurisdizione legale dell'Ammiragliato inglese era per tutti i crimini commessi in mare. L'Execution Dock simboleggiava tale giurisdizione essendo posizionato appena oltre la bassa marea nel fiume. Chiunque avesse compiuto crimini nei mari, sia in acque nazionali che internazionali, sarebbe stato infine riportato a Londra e processato dall'Alta corte dell'Ammiragliato.
La pena capitale fu applicata agli atti di ammutinamento che provocarono la morte, per omicidi in acque internazionali e violazioni specifiche degli articoli di guerra che disciplinano il comportamento dei marinai, tra cui la sodomia. La maggior parte dei condannati a morte furono portati all'Execution Dock dalla prigione di Marshalsea (altri invece furono trasportati dalla prigione di Newgate). I condannati venivano fatti sfilare lungo il London Bridge e oltre la Torre di Londra. La processione solitamente era guidata dal Maresciallo dell’Ammiragliato o da un suo rappresentante, a cavallo. Il maresciallo portava con sé un remo d'argento il quale simboleggiava l'autorità del Ministero della Marina. I prigionieri venivano trasportati in un carro a Wapping, insieme a loro c'era un cappellano che li incoraggiava a confessare i loro peccati prima di morire. Come per le esecuzioni a Tyburn, ai prigionieri fu permesso di bere un gallone di birra in un pub sulla strada per la forca. Un'esecuzione al "Dock" di solito significava che la folla costeggiava le rive del fiume oppure noleggiava le barche ormeggiate sul Tamigi per avere una buona vista dell'impiccagione. Le esecuzioni furono condotte dai boia che lavoravano nella prigione di Tyburn o di Newgate. 

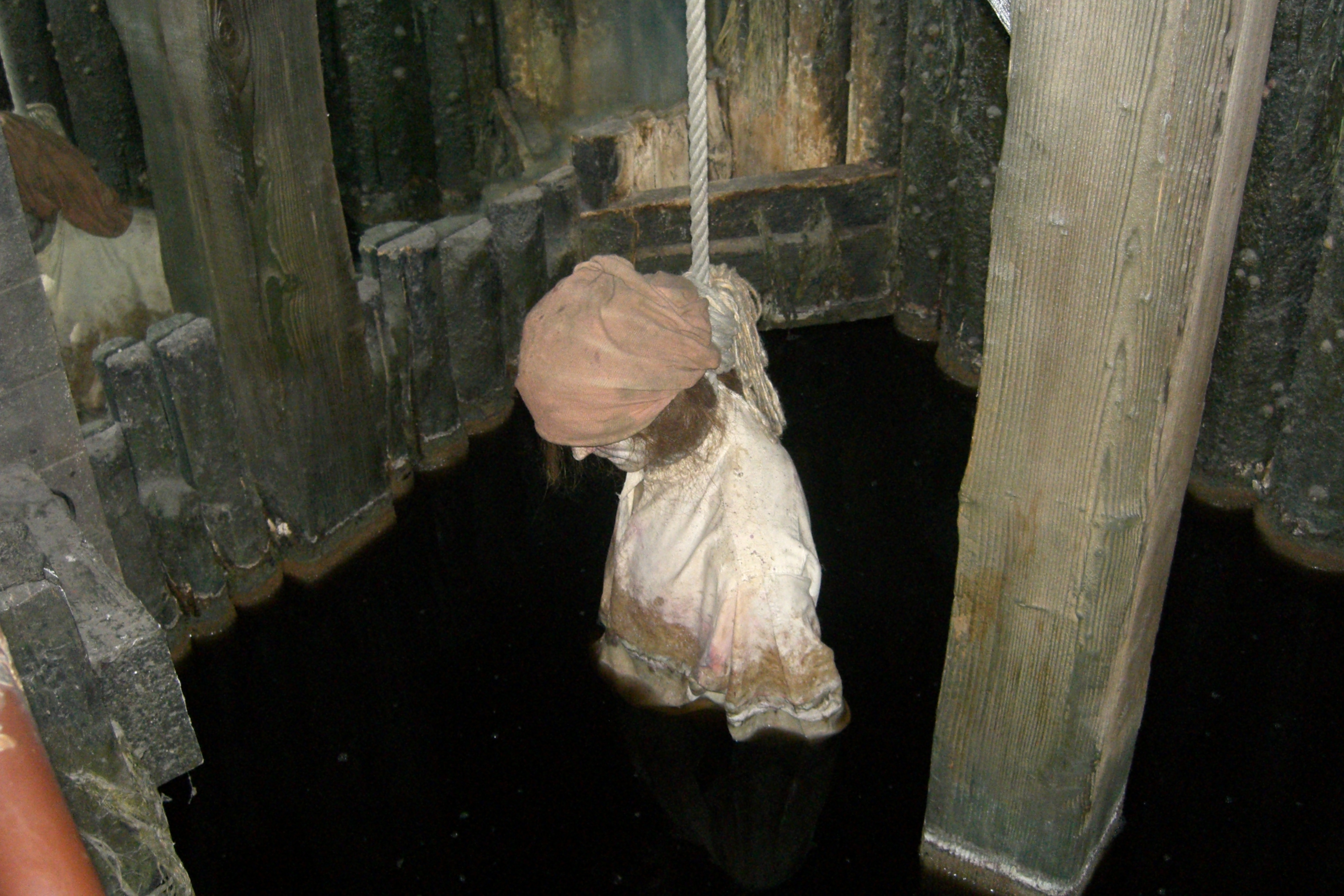
Una statua di cera che raffigura un pirata impiccato all'Execution Dock. La statua si trova al Madame Tussauds di Londra.

Con una crudeltà particolare riservata solo ai condannati per atti di pirateria, l'impiccagione veniva fatta con una corda accorciata che portava ad una caduta breve. Ciò significava una morte lenta per asfissia sul patibolo, visto che la caduta non era sufficiente a rompere il collo del prigioniero. Durante l’agonia la vittima si dibatteva, per via di questo macabro avvenimento gli fu coniato il nome di "la danza del maresciallo". A differenza delle impiccagioni a terra, come a Tyburn, i corpi privi di vita dei pirati all'Execution Dock non venivano subito rimossi. I corpi dei condannati venivano rimossi solamente dopo che la marea aveva lavato le loro teste per ben tre volte. Questa pratica fu svolta fino alla fine del XVIII secolo. Nei casi dei più noti trasgressori, l'Ammiragliato si presume che avrebbe ordinato che i loro corpi fossero incatenati su delle gabbie sospese a Cuckold’s Point o Blackwall Point, sul Tamigi, come avvertimento per tutti i marinai che si erano rivolti alla pirateria.

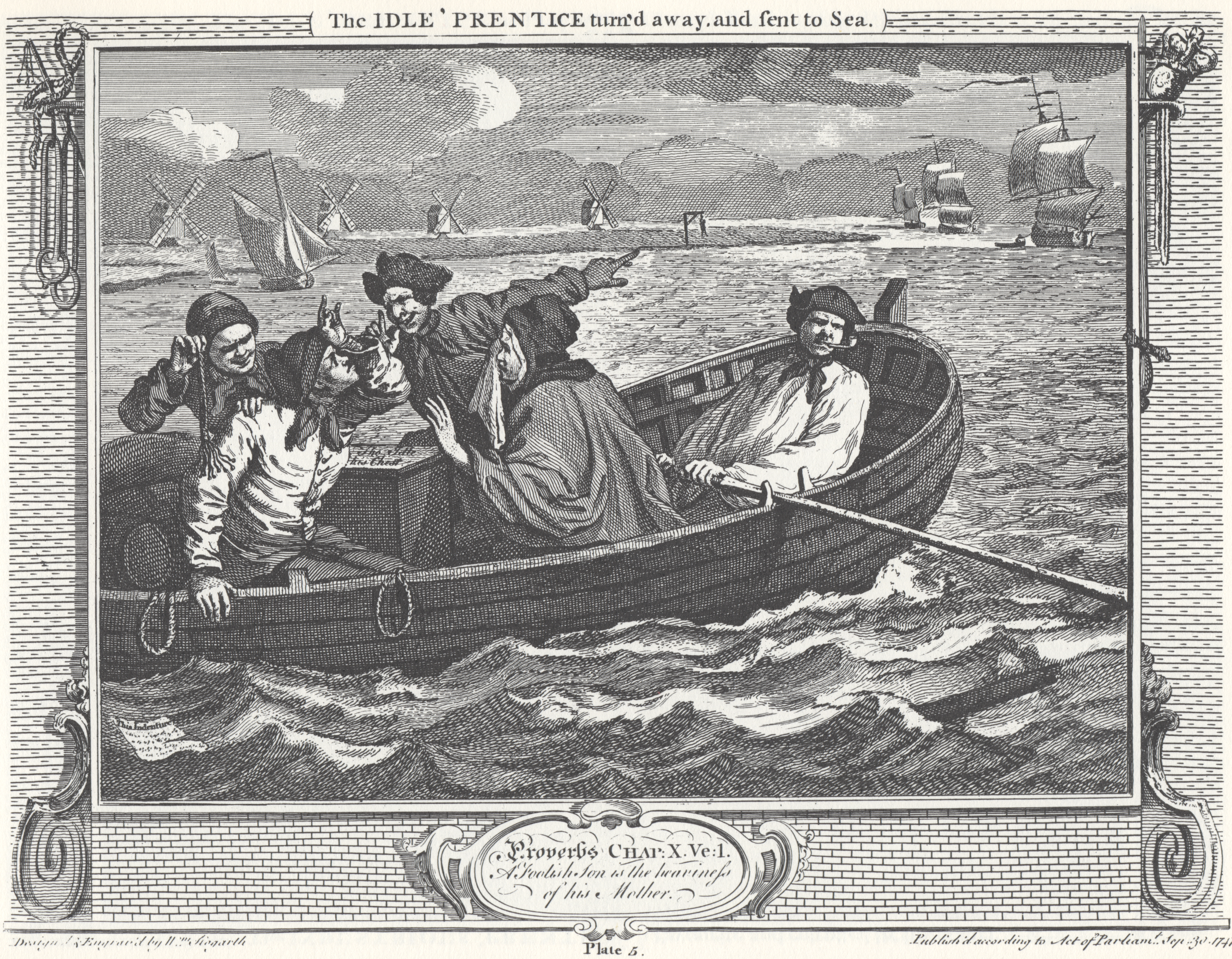
Tom Idle mentre si trova in mare, sullo sfondo si può notare un'esecuzione lungo il fiume.

Un estratto di un articolo del The Gentleman's Magazine, datato al 4 febbraio 1796, il quale fornisce una vivida descrizione di una tipica esecuzione all'Execution Dock di Londra:
Colley seemed in a state resembling that of a man stupidly intoxicated, and scarcely awake, and the two discovered little sensibility on this occasion, nor to the last moment of their existence, did they, as we hear, make any confession. They were turned off about a quarter before twelve in the midst of an immense crowd of spectators.
Colley sembrava fosse in uno in stato di ebbrezza, appena sveglio, i due compagni scoprirono che Colley non era del tutto lucido, neanche all'ultimo instante della loro esistenza, i condannati non fecero alcuna confessione. Morirono circa un quarto prima delle dodici in mezzo ad una grande folla di spettatori.
Sulla strada per il luogo dell'esecuzione, furono preceduti dal Maresciallo dell’Ammiragliato nella sua carrozza, insieme a lui era presente anche il Vice Maresciallo, che portava il remo d'argento, c'erano anche i due Marescialli della città a cavallo, scortati dalle guardie dello sceriffo, ecc. Tutto il convoglio fu condotto con grande solennità.»
(The Gentleman's Magazine)

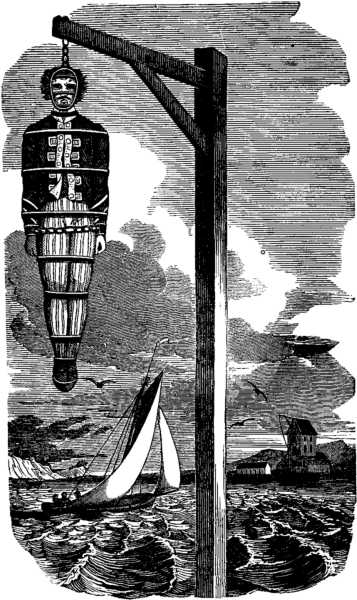
Il capitano Kidd ingabbiato vicino a Tilbury nell'Essex, dopo la sua esecuzione avvenuta nel 1701.

Il famigerato Capitano William Kidd, che era stato condannato per pirateria e omicidio, fu preso dalla prigione di Newgate e giustiziato al molo nel 1701. Durante la sua esecuzione, la corda si ruppe e Kidd fu impiccato al secondo tentativo. Secondo alcune testimonianze, il corpo di Kidd rimase appeso per tre anni.
George Davis e William Watts, entrambi condannati per pirateria per l'ammutinamento di Cipro, furono gli ultimi ad essere stati impiccati al molo il 16 dicembre 1830.

## Ubicazione

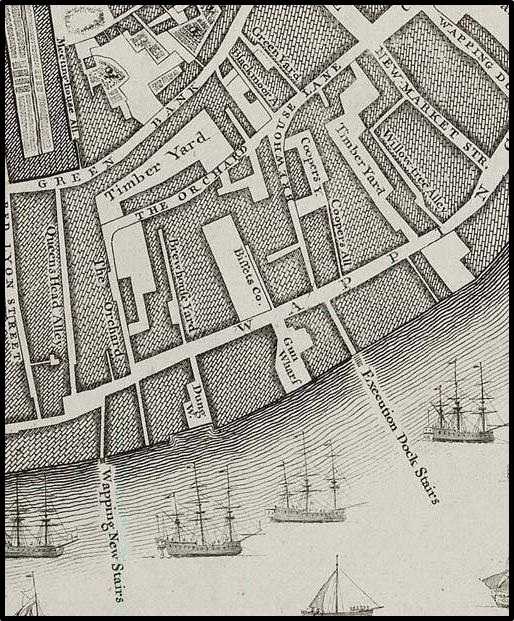
La mappa dettagliata di Londra del cartografo John Rocque datata al 1746, che mostra la posizione del Execution Dock a Wapping.

Alcune fonti affermano che c'è una grande "E" sul lato del Tamigi dell'edificio a Swan Wharf, il quale indica il sito dell'Execution Dock. Un'altra fonte riporta invece che l'ubicazione del luogo fosse dove vi è oggi la stazione di Wapping.